# Asking Alexandria
Asking Alexandria é uma banda inglesa de rock formada em Dubai, Emirados Árabes, e atualmente com base em York, North Yorkshire. A banda é composta pelo guitarrista Cameron Liddell, pelo baterista James Cassells, pelo vocalista principal Danny Worsnop e pelo baixista Sam Bettley.
Inicialmente formada em 2006 por Ben Bruce, a banda oficialmente se estabeleceu como um sexteto em 2008. Após a saída de dois dos membros, bem como a entrada do baixista Sam Bettley em 2009, a banda lançou seu álbum de estreia, Stand Up and Scream (2009). O grupo lançou dois álbuns de estúdio, Reckless & Relentless (2011) e From Death to Destiny (2013), antes da saída de Danny Worsnop em janeiro de 2015. Ele foi substituído por Denis Stoff, e a banda lançou The Black (2016). Denis Stoff deixou a banda em outubro do mesmo ano, e Worsnop retornou a ser o vocalista principal. O quinto álbum autointitulado da banda foi lançado no final de 2017, marcando uma mudança estilística significativa em relação aos trabalhos anteriores. Seu sexto álbum de estúdio, Like a House on Fire, lançado em 15 de maio de 2020, mostrou a continuidade do grupo com um som de hard rock mais direto e melódico, ao mesmo tempo em que explorava diferentes gêneros. O álbum seguinte e o sétimo da banda, See What's on the Inside, foi lançado em 1 de outubro de 2021. O oitavo álbum de estúdio, Where Do We Go from Here?, foi lançado em 25 de agosto de 2023.

## História

### Formação, primeiros lançamentos eStand Up and Scream(2006–2009)
Ben Bruce, o ex-guitarrista líder e vocalista de apoio da banda, originalmente formou o grupo em Dubai, Emirados Árabes Unidos, em 2006. A formação original era composta por membros completamente diferentes em comparação com a formação a partir de 2008, e lançaram seu EP de estreia, Tomorrow. Hope. Goodbye., em 2006, seguido pelo álbum de estreia intitulado The Irony of Your Perfection em 2007. Ao perceber que não conseguiria alcançar o sucesso internacional em Dubai, ele voltou para Nottingham, na Inglaterra em 2008, e reuniu a banda com novos membros da área local, incluindo o vocalista principal Danny Worsnop, a quem ele havia levado para seu apartamento em Iorque.
Asking Alexandria tornou-se um sexteto ao recrutar Ryan Binns nos sintetizadores, James Cassells na bateria, Joe Lancaster no baixo e Cameron Liddell na guitarra base. Ainda naquele ano, Binns decidiu deixar a banda. Em janeiro de 2009, Lancaster também decidiu sair e foi substituído por Sam Bettley. Lancaster mais tarde ingressou no grupo de metalcore With One Last Breath.
Bruce manteve o nome de sua banda anterior para a nova, porque não queria o incômodo de criar um novo nome. No entanto, ele insiste que, apesar de ter o mesmo nome, não é a mesma banda. Quando perguntado por que escolheu aquele nome específico, ele explicou que "a maioria das bandas tem um nome bastante ruim, então eu apenas inventei algo. Eu escolhi Alexandria como um nome humano, porque as pessoas se relacionam com humanos", embora a razão para usar a palavra 'asking' não seja explicada.
Stand Up and Scream foi gravado durante a primavera de 2009 e foi produzido por Joey Sturgis. Assinaram com a Sumerian Records e lançou seu álbum de estreia pelo selo em 15 de setembro. O álbum alcançou posição em paradas apenas nos EUA, atingindo o 4º lugar no Top Heatseekers, o 24º lugar no Top Hard Rock Albums e o 29º lugar no Top Independent Albums. Quatro singles foram lançados de Stand Up and Scream: "The Final Episode (Let's Change the Channel)", "A Prophecy", "If You Can't Ride Two Horses at Once... You Should Get Out of the Circus" e "Not the American Average". Em 3 de dezembro de 2014, o single "The Final Episode (Let's Change the Channel)" foi certificado como ouro pela RIAA após a venda de 500.000 cópias nos EUA. Em 30 de março de 2017, o quarto single do grupo, "Not the American Average", também foi certificado como ouro pela RIAA após a venda de 500.000 cópias nos EUA. Excursionaram pelos Estados Unidos como ato de apoio pelo restante do ano, apoiando Evergreen Terrace juntamente com For the Fallen Dreams e Unholy em outubro, e Alesana juntamente com From First to Last, The Word Alive e Memphis May Fire em novembro e dezembro.

### Reckless & Relentless(2010–2012)
Asking Alexandria excursionou pelos Estados Unidos como atração principal em março, com as bandas We Came as Romans, From First to Last, Our Last Night e A Bullet For Pretty Boy. Apoiaram a banda de metalcore Attack Attack! durante março e abril, juntamente com Breathe Carolina, I See Stars e Bury Tomorrow nos EUA. Posteriormente, apoiaram o Dance Gavin Dance durante a turnê europeia em abril até o início de maio, juntamente com In Fear and Faith, durante a qual se apresentaram no festival The Bamboozle em 1º de maio. Se apresentaram na turnê "Thrash & Burn" como atração principal, juntamente com Born of Osiris, Kittie e Stick to Your Guns, de 16 de julho a 14 de agosto nos Estados Unidos.
Após a turnê, a banda anunciou que lançaria um EP e DVD de edição limitada intitulado Life Gone Wild, ambos digitalmente e exclusivamente na loja Hot Topic em 21 de dezembro de 2010. O EP apresentaria uma nova música chamada "Breathless", que inicialmente era uma demo para o segundo álbum deles, Stand Up and Scream, e várias músicas cover. O DVD traria imagens de vídeo do grupo. Também anunciaram que lançaria um álbum de remixes intitulado Stepped Up And Scratched, inicialmente anunciado como a versão remixada de seu álbum de estreia e seria lançado em janeiro de 2011, mas depois foi anunciado para ser lançado em novembro e conteria remixes de músicas de seu segundo álbum a ser lançado. Seu terceiro álbum, intitulado Reckless & Relentless, foi lançado em 4 de abril de 2011. Desta vez, o álbum entrou nas paradas do Reino Unido, atingindo o 7º lugar no UK Rock Chart, e também entrou nas paradas da Austrália em 30º no Australian Albums Chart. A banda também lançou uma versão cover da música do Akon, "Right Now (Na Na Na)", para a álbum de compilação Punk Goes..., especificamente para o álbum Punk Goes Pop 3.
O Asking Alexandria se apresentou mais tarde no Soundwave 2011 Festival na Austrália no final de fevereiro e início de março. Em abril e maio, a banda fez uma turnê pelo Reino Unido com as bandas de apoio Of Mice & Men e Chelsea Grin. Também em abril, o comediante Charlie Sheen ofereceu à banda um lugar em sua turnê My Violent Torpedo of Truth pelos EUA; no entanto, tiveram que recusar devido à sua agenda de turnês na época, mas expressaram sua lisonja e admitiu serem fãs de Sheen. O grupo também foi a atração principal da Vans Warped Tour em 2011 em julho. Co-lideraram uma turnê com a banda de rap rock Hollywood Undead em novembro pelos Estados Unidos, apelidada de World War III tour. Após a turnê, ambas as bandas apoiaram o Avenged Sevenfold durante a turnê de arena principal deles de novembro a meados de dezembro.
Em 2012, a banda foi listada pela revista Revolver como um dos álbuns mais esperados de 2012, com Danny Worsnop dando a declaração de que o som geral do álbum seria como "... se o Mötley Crüe e Slipknot tivessem um filho". Em março, participaram do festival South By So What?! em Dallas e depois fez uma turnê com as bandas de apoio Trivium, Dir En Grey, I See Stars, Motionless In White e The Amity Affliction em toda a América do Norte de março a abril, nomeando a turnê de Still Reckless.
No início de maio, o grupo lançou um trailer para seu curta-metragem intitulado Through Sin and Self-Destruction, apresentando os membros da banda, considerado um "olhar polêmico e sem censura para as vidas reais de uma nova era de estrelas do rock para a geração de hoje", e foi lançado oficialmente no iTunes em 15 de maio. O filme em si consiste nos três videoclipes de seu segundo álbum: Reckless & Relentless, "To the Stage" e "Dear Insanity".
Em 5 de agosto, a banda se apresentou no Mayhem Festival de 2012, juntamente com outras bandas como Motörhead, Slayer e Slipknot. No mesmo mês, ofereceram um download gratuito de sua nova música intitulada 'Run Free', que seria do terceiro álbum ainda não anunciado. Um mês depois, ao ser questionado sobre o som do terceiro álbum, Ben Bruce explicou que o grupo havia amadurecido e, para se destacar em sua carreira, eles gravariam e lançariam singles amigáveis para rádio. No entanto, isso não resultaria no som geral do álbum, pois ele descreve o restante do álbum como "música de parede a parede", acrescentando que seria lançado em 2013.
Em novembro, foram a atração principal da Outbreak Tour da Monster Energy, que percorreu toda a América do Norte durante novembro e dezembro, com as bandas de apoio As I Lay Dying, Memphis May Fire, Attila e I See Stars, que substituíram o Suicide Silence devido a problemas relacionados à morte de seu vocalista, Mitch Lucker. Também em novembro, se apresentaram no Metalfest California ao lado de bandas como Killswitch Engage, As I Lay Dying e Black Veil Brides. Em 30 de novembro, a banda lançou um EP exclusivo através da Revolver Magazine, disponibilizado gratuitamente por meio de assinatura, contendo covers de bandas de rock dos anos 80, incluindo Whitesnake, Journey, Def Leppard e Mötley Crüe, juntamente com a música deles "Run Free", lançada no início do ano.
No final da turnê Outbreak, Danny Worsnop sofreu um rompimento das cordas vocais, o que o fez ficar de fora da apresentação em Nova Iorque e permitiu que os vocalistas do Attila e I See Stars, juntamente com um roadie com múltiplos talentos, assumissem os vocais. Apesar da lesão, o cantor posteriormente se apresentou no concerto memorial para Mitch Lucker, do Suicide Silence, a fim de arrecadar fundos para a filha agora órfã.

### From Death to Destiny(2013–2014)
Após Worsnop rasgar suas cordas vocais em dezembro de 2012, ele visitou um médico algumas semanas antes dos eventos de janeiro de 2013, dando uma atualização de que precisará descansar suas cordas vocais até se recuperar completamente, mas também tranquilizou os fãs de que isso não prejudicará o lançamento de seu terceiro álbum, pois a maioria das gravações já havia sido concluída antes de sua lesão. Em janeiro, eles realizaram uma breve turnê no Reino Unido com as bandas de apoio Motionless in White e Betraying the Martyrs. No final de março, a banda lançou a primeira música de seu terceiro álbum intitulada "The Death of Me" e anunciou que o álbum seria lançado ainda naquele ano, no verão. A data oficial de lançamento foi posteriormente revelada como 6 de agosto, com o título do álbum sendo From Death to Destiny.
A banda fez uma turnê pelos Estados Unidos em abril e junho com Whitechapel, Motionless In White, Chimaira e I Killed The Prom Queen, chamando a turnê de Don't Pray For Us. Também em abril, participaram do festival Rocklahoma. A banda também se apresentou no festival Rock on the Range em meados de maio. Mais tarde, se apresentaram no Rock Am Ring na Alemanha, no Download Festival na Inglaterra, no Graspop na Bélgica e também no With Full Force na Austrália em junho.
From Death to Destiny foi lançado com sucesso em 6 de agosto e tornou-se o álbum de maior sucesso da Asking Alexandria até então, sendo o álbum mais vendido da primeira semana de sua gravadora, estreando em 5º lugar na Billboard 200 e vendendo mais de 41.000 unidades. Em setembro, a banda participou do festival anual Aftershock e depois excursionou com a banda de nu metal Korn nos Estados Unidos em setembro e outubro, como ato de apoio, juntamente com Love and Death. Asking Alexandria embarcou em sua própria turnê From Death to Destiny em outubro, após a turnê com o Korn, com as bandas de apoio All That Remains, Sevendust e Emmure, pelos Estados Unidos.
Em 2014, o grupo se apresentou no Soundwave na Austrália em fevereiro e lançou uma versão da música "Closer" do Nine Inch Nails para a compilação Punk Goes 90s Vol. 2, lançada pela Fearless Records em abril, sendo a segunda vez que gravaram para a série. Em março de 2014, o single principal de seu álbum de estreia, "Final Episode (Let's Change the Channel)", foi certificado como ouro pela RIAA. Asking Alexandria foi uma das principais bandas headliners no festival anual Never Say Never em 12 de março, juntamente com Bring Me the Horizon também sendo atração principal do festival. Mais tarde, eles embarcaram em outra turnê principal na América do Norte, chamada de turnê Break Down The Walls, começando em março e terminando em abril, com as bandas de apoio August Burns Red, We Came as Romans, Crown The Empire e Born of Osiris. A banda também se apresentou na África do Sul em maio.
Em julho, foi anunciado que Asking Alexandria foi indicada para o primeiro Alternative Press Music Awards, sendo nomeada para Melhor Banda ao Vivo e Melhor Banda Internacional, e também se apresentou na cerimônia, tocando um cover de "Hungry Like the Wolf" do Duran Duran com vocais convidados de Jonathan Davis. Em 15 de dezembro de 2014, lançaram seu primeiro DVD ao vivo oficial intitulado Live From Brixton And Beyond, que apresenta seu show lotado no O2 Academy Brixton, além de imagens dos bastidores e dos camarins da performance. O DVD também inclui a apresentação não vista do Halloween no The Wiltern em Los Angeles, todos os videoclipes da banda e o curta-metragem Through Sin and Self-Destruction.

### Saída de Danny Worsnop eThe Black(2015–2016)
Em 22 de janeiro de 2015, o vocalista principal Danny Worsnop anunciou sua saída da banda para se dedicar à seu novo grupo, We Are Harlot. Ele também afirmou que, apesar de sua saída, Asking Alexandria continuaria em turnê. O guitarrista principal Ben Bruce anunciou que haveria um novo vocalista. Os fãs reagiram às notícias com angústia, pois acreditavam que ele era essencial para o som do Asking Alexandria, enquanto outros não ficaram surpresos com sua mudança de carreira, alguns chegando a dizer que ele se apresenta melhor com a We Are Harlot, do que com o Asking Alexandria. Quando Bruce foi questionado sobre seu relacionamento com Worsnop, ele afirmou que se sentiu abandonado muito antes de sua saída, já que Worsnop havia perdido o interesse por screaming e músicas mais pesadas desde o lançamento do segundo álbum, e continuou dizendo que não saberia se poderia chamá-lo de amigo.

Quando Bruce foi questionado sobre o som do quarto álbum, ele afirmou que, embora apresentasse influências de Guns N' Roses e Van Halen, também teria influências de bandas modernas como Avenged Sevenfold e Slipknot, afirmando que, como o terceiro álbum foi uma mudança musical tão inesperada, ele acredita que os fãs esperarão mais experimentação no próximo, portanto, enfrentando menos resistência de sua base de fãs. Ele também afirmou que começaram a escrever material para o álbum enquanto estavam em turnê no verão de 2014, e tinham escrito cerca de 18 faixas, estimando que seria lançado entre julho e agosto de 2015.

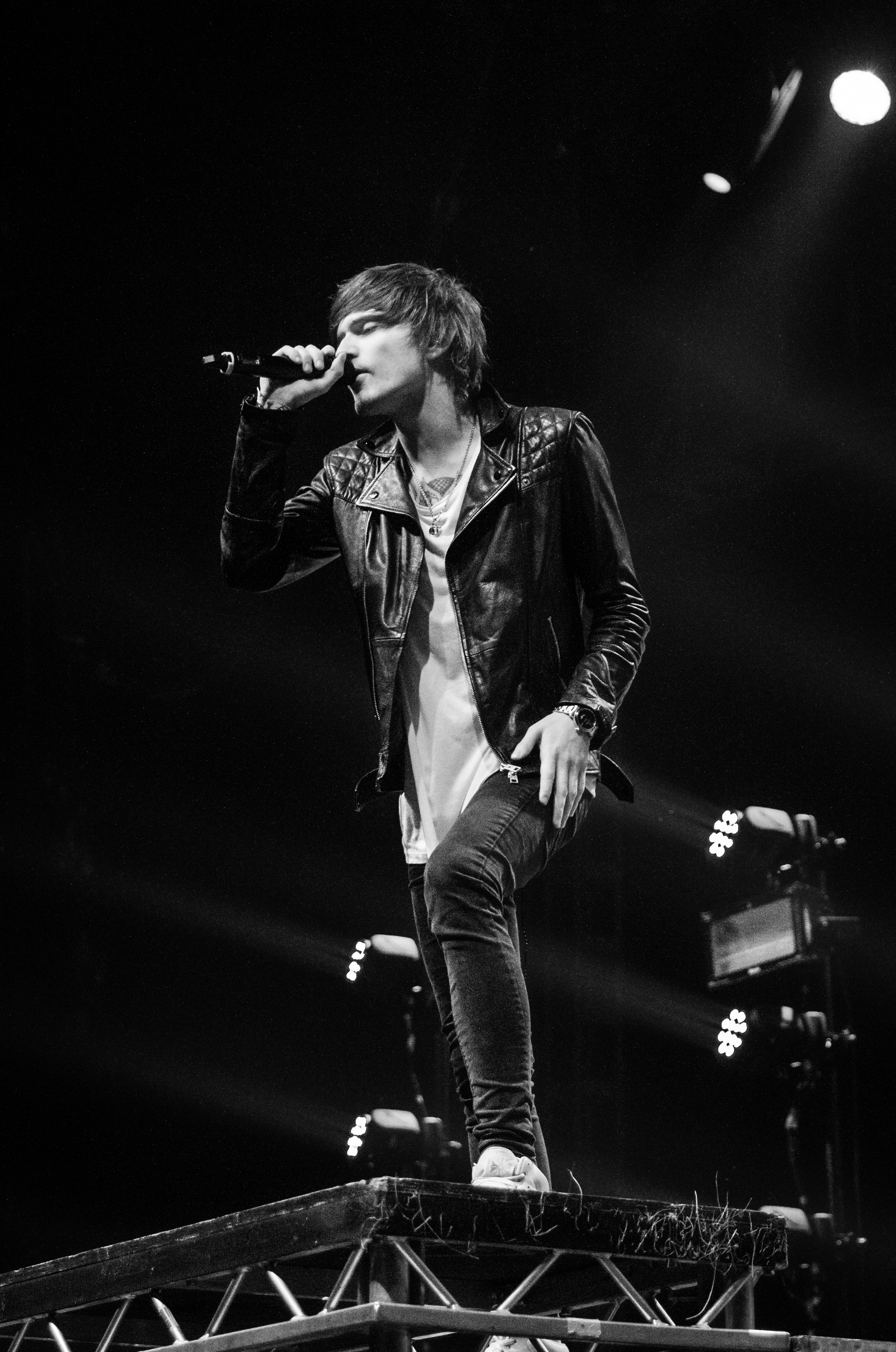
Denis Stoff em performance com a banda durante o Rock am Ring 2015.

Em 26 de maio de 2015, Denis Stoff, ex-guitarrista e vocalista das bandas de metalcore ucranianas Make Me Famous e Down & Dirty, foi revelado como o novo vocalista principal quando a banda lançou "I Won't Give In", seu primeiro single com ele, em 27 de maio. A especulação sobre a participação de Stoff começou logo após a saída de Worsnop devido às semelhanças entre Asking Alexandria e Make Me Famous (que supostamente estavam copiando o som da banda); o fato de serem companheiros de gravadora teria facilitado a transição para Stoff, e em sua conta pessoal no YouTube, ele havia feito covers de várias músicas do Asking Alexandria. Bruce foi questionado se considerou mais alguém para o papel e afirmou que "Tinha que ser o Denis", elogiando sua amplitude vocal muito maior e, como ele se inspirou em Worsnop nas fases iniciais do Asking Alexandria, ele pode executar suas músicas ao vivo muito melhor do que Worsnop, no entanto, quando Stoff foi questionado sobre como se distinguiria dele, ele afirmou que não faria comparações, pois é uma pessoa completamente diferente. No dia 25 de março de 2016 foi lançado o álbum The Black.
A banda inicialmente planejava se apresentar pela primeira vez com Stoff em 31 de maio na Manchester Academy 3 e no dia seguinte no London Underworld, no entanto, devido a Stoff não conseguir obter um visto a tempo para os shows, eles tiveram que cancelar.  Eles também foram anunciados como uma das atrações dos Festivais Rock Am Ring e Rock Im Park na Alemanha no início de junho de 2015. Também anunciaram que se apresentariam na Vans Warped Tour de 2015.
Em outubro, durante sua turnê pela Europa, Asking Alexandria anunciou que o plano original de lançar o álbum em outubro/novembro havia mudado e que os fãs poderiam esperar o álbum no início de 2016, com um novo single e videoclipe em novembro. No final de dezembro, foi revelado que o título do álbum seria The Black e era esperado que fosse lançado em março de 2016. Também anunciaram que apoiaria a banda britânica de metal Bullet for My Valentine na América do Norte de 2 de fevereiro a 7 de março, na turnê chamada "British Invasion".

### Retorno de Worsnop e álbum autointitulado (2016–2018)
Em meados de outubro de 2016, especulou-se que Asking Alexandria havia resolvido suas diferenças com o vocalista original Danny Worsnop e que algum esforço colaborativo seria feito após várias fotos serem postadas de Worsnop e Ben Bruce no estúdio juntos. No entanto, foi revelado dois dias depois que Worsnop havia realmente retornado à banda como membro oficial, após a saída de Denis Stoff. Ben Bruce explicou que, após um longo período sem comunicação com a banda, Stoff afirmou: "Asking Alexandria não existe a menos que eu receba o que me é devido". Worsnop também falou sobre seu retorno à banda, afirmando que "isso é algo que [ele] pode abraçar novamente". Quando o grupo se apresentou novamente pela primeira vez com Worsnop desde a saída de Stoff, o setlist excluiu todas as músicas de seu álbum mais recente, "The Black", e em vez disso consistiu em músicas que não haviam tocado em anos. Isso ocorreu quando foram a atração principal da "Ten Years in the Black Tour" da Sumerian, com o apoio de Veil of Maya, Born of Osiris, I See Stars, Upon a Burning Body, After the Burial e Bad Omens. Conforme o tempo passava, mais informações sobre Stoff foram divulgadas, como o fato de que ele cantava playback das músicas mais antigas da banda durante apresentações ao vivo, uma acusação feita pelos advogados de Worsnop, que o notificaram após enviar a Stoff uma ordem de cessar e desistir. Quando perguntado sobre o tempo de Stoff como seu substituto, Worsnop respondeu afirmando que "substituir é uma palavra forte. Ele estava apenas aquecendo meu lugar. Honestamente, eu não conheço o garoto, então não tenho opinião sobre ele como pessoa..." Stoff afirmou que sua saída se deveu ao estresse pessoal causado pela instabilidade em seu país natal, Ucrânia.
A banda lançou seu primeiro material de estúdio com Worsnop de volta em 21 de setembro de 2017, o single "Into the Fire", que seria o single principal de seu próximo álbum. O grupo lançou um segundo single do álbum, intitulado "Where Did It Go?", em 25 de outubro de 2017. Em 15 de dezembro de 2017, a banda lançou seu quinto álbum de estúdio autointitulado. O álbum marcou uma mudança significativa no estilo do trabalho de metalcore anterior do Asking Alexandria, incorporando influências de uma ampla gama de gêneros, incluindo o rock de estádio.

### Like a House on Fire(2019–2020)
Em 11 de julho de 2019, a banda lançou sua nova música chamada "The Violence". Em 6 de dezembro, a banda revelou o remix dubstep de sua música, "The Violence", feito pelo artista eletrônico "Sikdope". A banda encerrou o ano relançando seu quinto álbum como um presente de Natal atrasado para os fãs e como uma comemoração ao aniversário de seu álbum muito aclamado. O relançamento apresenta seis faixas bônus, incluindo uma versão rock de uma faixa anterior, uma demo, uma faixa acústica, e um cover.
A banda anunciou sua turnê principal após dois anos, junto com Falling in Reverse, Wage War e Hyro the Hero, chamada Like A House On Fire World Tour. Ela foi planejada para ser uma turnê mundial. Em 11 de fevereiro de 2020, a banda anunciou que um novo single chamado "They Don't Want What We Want (And They Don't Care)" estrearia na rádio Octane em 12 de fevereiro.
Em 4 de março, a banda anunciou seu próximo sexto álbum de estúdio intitulado Like a House on Fire, com lançamento previsto para 15 de maio de 2020. No mesmo dia, a banda lançou o terceiro single do álbum, intitulado "Antisocialist", juntamente com seu videoclipe correspondente. Em 15 de abril, a banda lançou o quarto single "Down to Hell" junto com um vídeo correspondente. Em 11 de maio, quatro dias antes do lançamento do álbum, a banda lançou seu quinto single "House on Fire".

### See What's on the Inside(2021–2023)
Em 7 de junho de 2021, a banda anunciou que assinou com a Better Noise Music. Em 20 de agosto, Asking Alexandria surpreendeu ao lançar o single "Alone Again" do sétimo álbum de estúdio, See What's on the Inside, que foi lançado em 1º de outubro de 2021. Ao mesmo tempo, a banda revelou a capa do álbum e a lista de faixas. O ex-guitarrista Ben Bruce comentou sobre a faixa: "Alone Again" e o restante deste álbum são o resultado de nos reconectarmos e nos apaixonarmos novamente pelo motivo pelo qual começamos esta banda em primeiro lugar. Sem firulas ou truques baratos, apenas nós cinco tocando nossos instrumentos o mais forte e alto que podemos!"
Em 31 de agosto, a banda lançou o videoclipe oficial de "Alone Again". Em 23 de setembro, uma semana antes do lançamento do álbum, a banda fez uma prévia da música "Faded Out" em suas redes sociais, que estaria disponível em 1º de outubro. Para promover o álbum, a banda também anunciou que apoiará a turnê "The Re-Entry Tour" remarcada de A Day to Remember, juntamente com Point North, em setembro de 2021. Em 27 de setembro, o grupo anunciou sua turnê própria pela Europa/Reino Unido em 2022 para apoiar o álbum. Em 1º de outubro, em comemoração ao lançamento do álbum, a banda estreou o videoclipe da música "Never Gonna Learn". Um EP para esse single, "Never Gonna Learn", foi lançado em 21 de janeiro de 2022, contendo duas músicas de See What's on the Inside e duas novas músicas, incluindo "New Devil", que conta com a participação de Maria Brink, do In This Moment. Em 20 de maio de 2022, a banda lançou uma nova versão de outra música de See What's on the Inside, "Faded Out", com a participação de Sharon den Adel, do Within Temptation (creditada pelo nome da banda). Essa nova versão está programada para estar na trilha sonora do filme The Retaliators.

### Where Do We Go from Here?e saída de Ben Bruce (2023–atualmente)
Em 29 de abril de 2023, o Asking Alexandria lançou um teaser de vídeo para sua nova música "Dark Void", disponível em 12 de maio. Naquele dia, a banda oficialmente revelou o single e seu videoclipe correspondente. Em 12 de junho, eles revelaram o título de seu próximo oitavo álbum de estúdio, que seria Where Do We Go from Here?.
Em 16 de junho, o grupo estreou dois singles, "Psycho" e "Bad Blood", junto com um videoclipe para "Psycho". Em 7 de julho, anunciaram oficialmente que o álbum seria lançado em 25 de agosto de 2023, ao mesmo tempo em que divulgaram a capa do álbum e a lista de faixas. O videoclipe de "Let Go" foi lançado em 25 de agosto de 2023, coincidindo com o lançamento do álbum.
Em 19 de janeiro de 2024, a banda emitiu um comunicado em rede social que o guitarrista, compositor e fundador Ben Bruce havia deixado a formação.

## Estilo musical e influências
A música da Asking Alexandria tem sido predominantemente descrita como metalcore, hard rock, heavy metal, post-hardcore e screamo. Seu trabalho inicial foi categorizado como electronicore. Os dois primeiros álbuns da Sumerian, Stand Up and Scream de 2009 e Reckless & Relentless de 2011, são geralmente considerados álbuns de metalcore. Já o quarto álbum, From Death to Destiny de 2013, é influenciado por bandas de heavy metal e rock, enquanto mantém o som característico de metalcore em algumas faixas. O guitarrista Ben Bruce afirmou que não gostam de compor músicas que soem iguais de álbum para álbum, razão pela qual seu gosto e estilo musical mudou ao longo do tempo.

### Lírica
Ben Bruce expressou a opinião de que o estilo lírico da banda antes de Reckless & Relentless era imaturo. Ele afirmou que a banda queria evoluir de letras com palavrões e linguagem agressiva para um estilo mais maduro e com mais significado. Segundo Bruce, From Death to Destiny é o álbum mais maduro em termos líricos, deixando de lado temas como drogas e mulheres, e passando a ter letras mais significativas. Danny Worsnop afirmou que as letras da banda nunca são escritas antes de entrar no estúdio e são sempre improvisadas durante a gravação de um álbum.

### Influências
O primeiro álbum da banda foi influenciado por bandas como The Devil Wears Prada, Vanna, Burden Of A Day e Bring Me The Horizon. Ben Bruce, o guitarrista principal, citou Gary Moore, Michael Jackson, Iron Maiden, Metallica, Bullet For My Valentine, The Offspring, Blink-182, Oasis e Coldplay como influências.
Todos os membros da banda expressaram sua paixão pela música rock dos anos 1980, demonstrada em lançamentos como o EP Life Gone Wild, que apresenta covers de duas músicas do Skid Row, ou o EP Under the Influence: A Tribute to the Legends of Hard Rock, que apresenta covers de bandas como Journey, Mötley Crüe, Whitesnake e Def Leppard.
O vocalista Danny Worsnop mencionou que Aerosmith é sua "maior inspiração de todos os tempos".
O terceiro álbum da banda, From Death to Destiny, é fortemente influenciado por muitas bandas. Alguns de seus artistas favoritos incluem Guns N' Roses, Metallica, Mötley Crüe, Sebastian Bach, Skid Row e Van Halen, mas também se inspiram em bandas modernas como Slipknot e Avenged Sevenfold.

## Discografia
Álbuns de estúdio
| Ano  | Titúlo                    | Gravadora          | Posição | Posição |
| Ano  | Titúlo                    | Gravadora          | Top 200 | US Heat |
| ---- | ------------------------- | ------------------ | ------- | ------- |
| 2009 | Stand Up and Scream       | Sumerian Records   | 170     | 5       |
| 2011 | Reckless and Relentless   | Sumerian Records   | 9       | —       |
| 2013 | From Death To Destiny     | Sumerian Records   | 5       | —       |
| 2016 | The Black                 | Sumerian Records   | —       | —       |
| 2017 | Asking Alexandria         | Sumerian Records   |         |         |
| 2020 | Like a House on Fire      | Sumerian Records   | —       |         |
| 2021 | See What's on the Inside  | Better Noise Music | —       |         |
| 2023 | Where Do We Go From Here? | Better Noise Music |         |         |

EPs
- Life Gone Wild (Sumerian Records, 2010)
- Stepped Up And Scratched (Sumerian Records, 2011)
- Under The Influence: A Tribute To The Legends Of Hard Rock (Sumerian Records, 2012)

Demos
- Demo (auto-lançado, 2008)

## Integrantes

### Integrantes
- Danny Worsnop - vocal (2008- 2015, 2016-presente)
- Cameron Liddell - guitarra (2008-presente)
- James Cassells - bateria (2008-presente)
- Sam Bettley - baixo (2009-presente)

### Ex-integrantes
- Ben Bruce - guitarra, vocal de apoio (2008-2024)

- Denis Stoff  - vocal (2015-2016)
- Joe Lancaster - baixo (2008-2009)
- Ryan "Binzi" Binns - sintetizador (2008)

### Prêmios e Nomeações
- Asking Alexandria

| Ano  | Trabalho Nomeado                                   | Resultado  |
| ---- | -------------------------------------------------- | ---------- |
| 2011 | Revolver Golden Gods Awards: Nova Melhor Banda     | Nomeados   |
| 2011 | Kerrang! Awards: Novo Melhor Artista Britanico     | Ganhadores |
| 2011 | Alternative Press: Banda Do Ano                    | Nomeados   |
| 2011 | Sound Scene Press Awards: Banda Do Ano             | Nomeados   |
| 2011 | Alternative Press: Banda com o melhor mercadoria   | Nomeados   |
| 2011 | Guitar World's Press: Artista a Seguir em 2012     | Ganhadores |
| 2012 | Revolver Golden Gods Awards: Os Fãs Mais Dedicados | Nomeados   |
| 2012 | Kerrang! Awards: Melhor Banda Ao Vivo              | Nomeada    |
| 2012 | Kerrang! Awards: Melhor Banda Britanica            | Nomeada    |

- Danny Worsnop

| Ano  | Trabalho Nomeado                                                  | Resultado |
| ---- | ----------------------------------------------------------------- | --------- |
| 2011 | Alternative Press: Vocalista Do Ano                               | Nomeado   |
| 2011 | Sound Scene Press Awards: O Incidente De Danny Worsnop Em Seattle | Nomeado   |
| 2011 | Alternative Press: O Incidente De Danny Worsnop Em Seattle        | Nomeado   |
| 2012 | Kerrang! Awards: Twitter Do Ano                                   | Nomeado   |

- Ben Bruce

| Ano  | Trabalho Nomeado                                      | Resultado |
| ---- | ----------------------------------------------------- | --------- |
| 2011 | Alternative Press: Guitarrista Do Ano                 | Ganhador  |
| 2012 | Guitar Guirl'd: Os 12 Guitarristas Mais Sexys de 2012 | Ganhador  |
| 2012 | Kerrang! Awards: O Homem Mais Sexy                    | Ganhador  |

- Reckless & Relentless

| Ano  | Trabalho Nomeado                                   | Resultado |
| ---- | -------------------------------------------------- | --------- |
| 2011 | Alternative Press: Álbum Do Ano                    | Nomeado   |
| 2011 | Sound Scene Press Awards: Álbum Do Ano             | Nomeado   |
| 2011 | Guitar's World Press Awards: Melhor Álbum De Metal | Nomeado   |
| 2011 | Guitar's World Press: Os 50 Melhores Álbuns Do Ano | Ganhador  |
| 2011 | Revolver Magazine's: Os 20 Melhores Álbuns Do Ano  | Ganhador  |

- Músicas e Vídeos Nomeados

| Ano  | Trabalho Nomeado                                               | Resultado |
| ---- | -------------------------------------------------------------- | --------- |
| 2011 | Revolver Golden Gods: To The Stage - O Vídeo Do Ano            | Nomeado   |
| 2011 | Sound Scene Press Awards: To The Stage - O Vídeo Do Ano        | Ganhador  |
| 2011 | Revolver Golden Gods: Not The American Average - Música do Ano | Nomeado   |
| 2011 | Revolver Golden Gods: To The Stage: Os Melhores Vídeos De 2011 | Ganhador  |